# Argyrogrammana glaucopis
Espèce
Argyrogrammana glaucopis est un insecte lépidoptère appartenant à la famille  des Riodinidae et au genre Argyrogrammana.

## Dénomination
Argyrogrammana glaucopis a été nommée par Henry Walter Bates en 1868

### Sous-espèces
- Argyrogrammana glaucopis glaucopis présent en Équateur, au Brésil et au Pérou.
- Argyrogrammana glaucopis virgata Brévignon & Gallard, 19965; présent en Guyane et au Brésil[1].

## Description
Argyrogrammana glaucopis présente un fort dimorphisme sexuel. Chez le mâle le dessus des ailes est noir profond discrètement ponctués de petits points orange dont les antérieures sont largement barrées de bleu métallique. Le revers est marron à damiers noirs et bleu gris métallique.
Chez la femelle le dessus est rayé jaune pâle et ocre foncé avec une fine ligne submarginale gris bleu métallique. Le revers est identique.

## Écologie et distribution
Argyrogrammana glaucopis est présent en Guyane, en Équateur, au Brésil et au Pérou.

### Biotope
Il réside dans la forêt tropicale.